# Polygala williamsii
Polygala williamsii är en jungfrulinsväxtart som beskrevs av Bocher, Hjerting och Rahn. Polygala williamsii ingår i släktet jungfrulinssläktet, och familjen jungfrulinsväxter. Inga underarter finns listade i Catalogue of Life.